# 相互保證毀滅
相互保證毀滅（英語：Mutual Assured Destruction，簡稱M.A.D.機制，也称互相確保毁灭或共同毁灭原则）是一種「同归于尽」性質的軍事戰略思想，指對立的兩方中如果有一方全面使用核子武器則兩方甚至全世界都會毀滅，故而又被称为“恐怖平衡”。這是根據戰略中的威懾理論（嚇阻理論）：要避免有人使用大規模毀滅武器就必須部署這樣的武器。此策略實際是一種納什平衡，双方都要尽力避免人類滅絕这一最糟且有可能會發生的結果。

## 理論
此一思想假設雙方都有足以毀滅另一方的武力，而且一方如果受到另一方攻擊，不論理由為何都會以同樣或更強的武力還擊。預期的結果就是衝突會立刻升級到雙方都保證會完全毀滅。現在大多假設核子大戰的輻射塵與核冬天會毀滅全世界。但是這不是相互保證毀滅的基本假設。此策略進一步假設，兩方都將不敢發動第一擊。因為對方會在預警之後攻擊，或是利用輔助的力量反擊（第二擊），結果雙方都會毀滅。採用此策略的好處就是雙方能有一種緊張但穩定的和平。支持相互保證毀滅成為美國與蘇聯戰略思想的人認為能藉此阻止核戰。
此一策略主要在冷戰時期（1950年代到1990年代）應用，並且被當成避免兩大陣營全面直接衝突的助力。此一策略也造成軍備競賽，因為雙方都要爭取核子武力的平手，或至少保留第二擊的能力。導致全世界核彈頭的數量快速增加，也陸續有對立國家基於此戰略思想打算研製核武器，大國為了避免核擴散，建構了核保護傘將無核第三國也納入相互保證毀滅的秩序中（如美国在土耳其、意大利的核武器布置，以及古巴导弹危机）。
威脅的可信度是保證毀滅的關鍵。雙方都必須投下大量資本，即使不願意使用也要。這同時導致核子武器投射系統的多元化與強化（例如核子飛彈碉堡，彈道飛彈潛艇與躲在保險地點的戰略轟炸機）。除此之外，雙方都不可以有足以抵抗對方核子飛彈的能力，這導致了奇特的門戶洞開現象，即原本可以用來防禦本國核威脅的部分反導彈武器，可能考慮到怕刺激對方的情緒，選擇暫停研製進度或延後部屬，以及導致反彈道飛彈條約的签署。

### 理论分类
相互保證毀滅理论中的主要工具是核武器。所以经常根据核打击的能力来分类该理论：
1. 无限核打击理论。这个理论的核心是尽量让自己拥有比对方多的核力量，这个理论被冷战时期的美国和苏联使用。
2. 有限核打击理论。这个理论的核心是在确定战略敌对目标后制造并维护能够毁灭对方1次的核打击能力，在冷战中被英国、法国广泛使用，今天的巴基斯坦和印度也是如此。
3. 反击核打击理论。这个理论的核心是指仅保存作为战略核反击的最低核力量。

## 正式官方政策

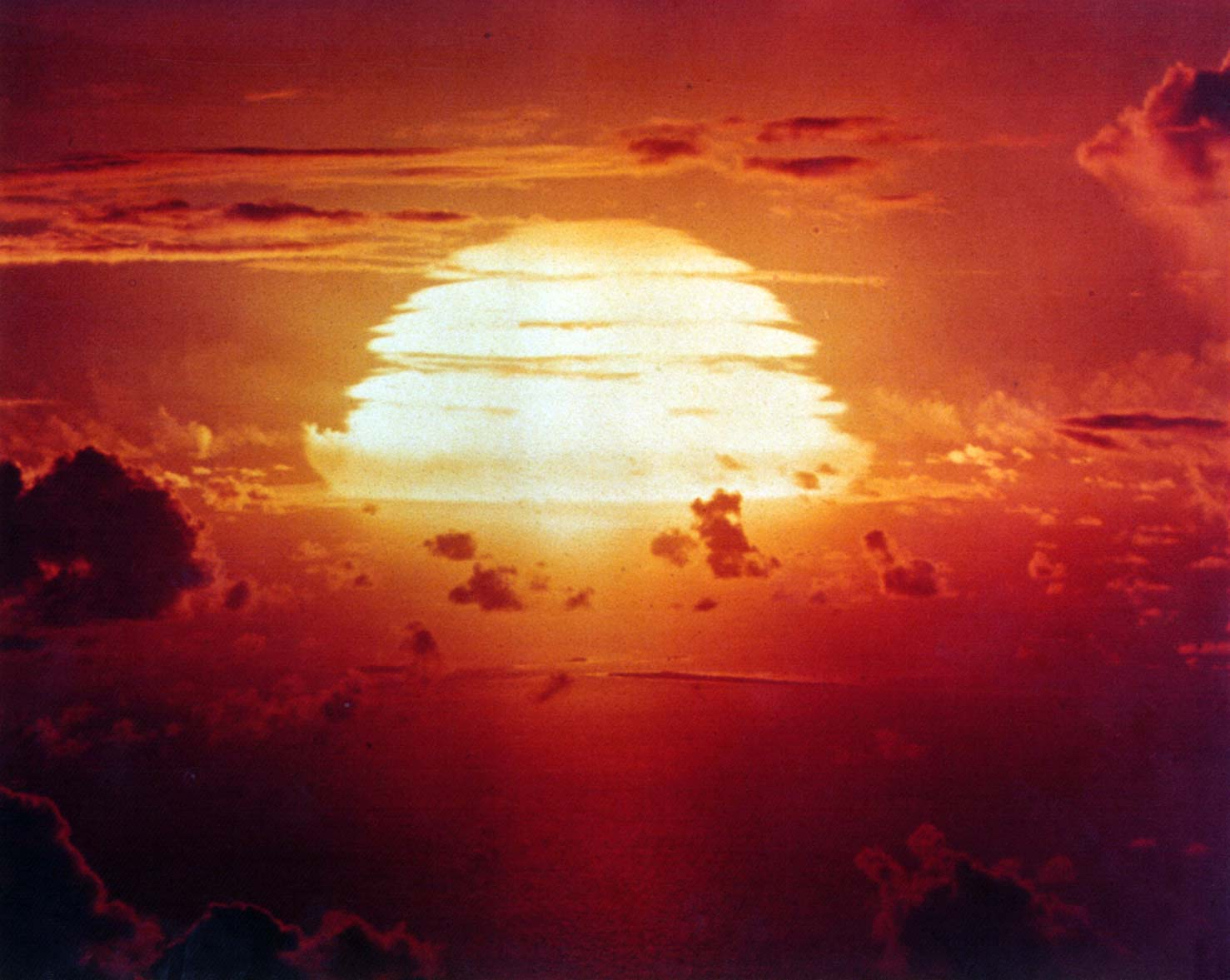
阿帕奇核子彈試爆（1.85MT）

美國軍方在冷戰期間有沒有將相互保證毀滅列為正式政策隨說法而異。軍方並沒有發明相互保證毀滅一語，但此語是根據軍方提出的「保證毀滅」的想法而來。美國空軍則一再表示從未宣揚此一想法，而且表示此一種嚇阻只是美國核子戰略中的諸多選項之一而已。退伍軍官曾強調使用自己的考慮從未受相互保證毀滅的限制（準備好小規模的使用核子武器），而且也沒有蓄意瞄準平民城市（雖然他們也承認「純軍事」攻擊一定也會破壞城市）。
冷戰期間許多美國政策的確有暗示相互保證毀滅，而美蘇的領袖在政治說詞中也的確提到過。相互毀滅保證與一般威慑理論的差異在於，一般嚇阻理論是確確實實的實現在美蘇兩國的修辭與技術決策之中。

## 外部連結
- "The Rise of U.S. Nuclear Primacy" from Foreign Affairs, March/April 2006
- First Strike and Mutual Deterrence from the Dean Peter Krogh Foreign Affairs Digital Archives （页面存档备份，存于）
- Herman Kahn's Doomsday Machine
- Robert McNamara's "Mutual Deterrence" speech from 1967 （页面存档备份，存于）

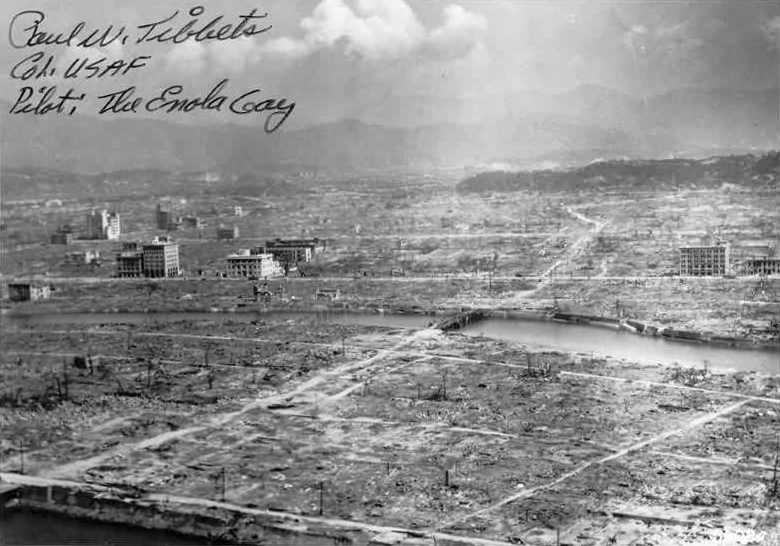
广岛核爆炸後的情形，摄于1945年8月6日

- Getting MAD: Nuclear Mutual Assured Destruction
- Center for Arms Control and Non-Proliferation （页面存档备份，存于）
- Council for a Livable World
- Nuclear Files.org （页面存档备份，存于） Mutual Assured Destruction
- John G. Hines et al. Soviet Intentions 1965–1985 （页面存档备份，存于）. BDM, 1995.